# Vertrag von Nowgorod (1326)

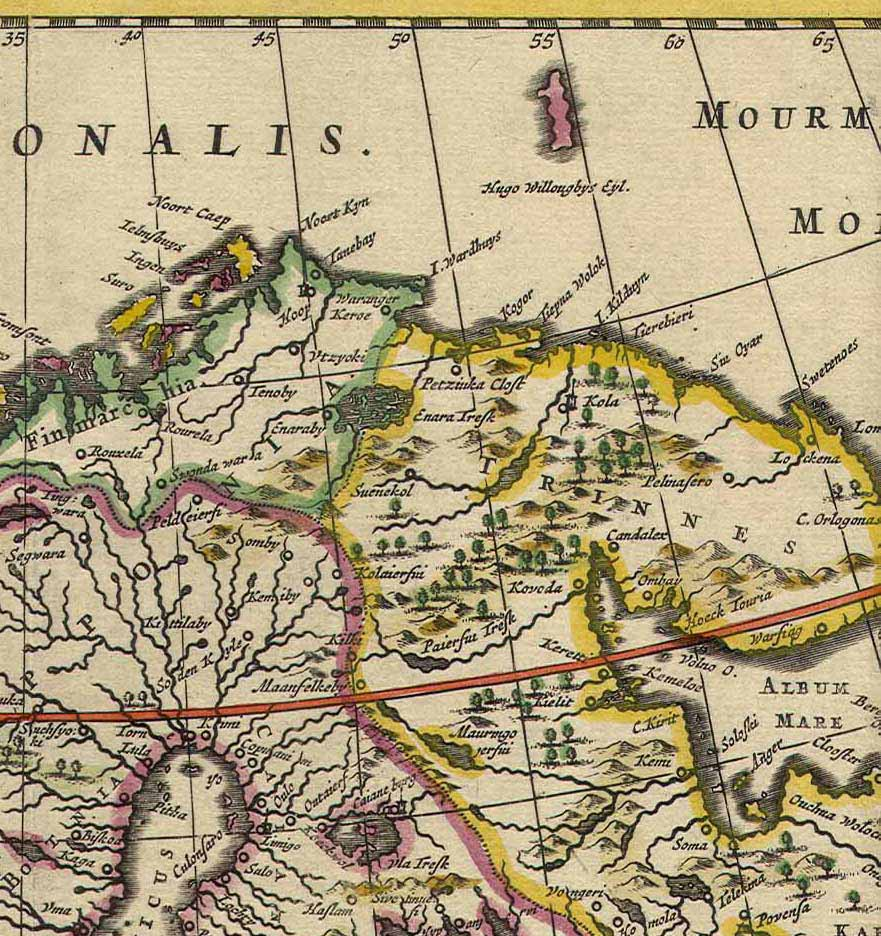
Niederländische Karte von Finnmark (1660) mit den nördlichen Regionen von Norwegen, Schweden und Russland.

Der Vertrag von Nowgorod (russisch: Новгородско-норвежский договор, romanisiert: Novgorodsko-norvezhskiy dogovor; norwegisch: Novgorod-traktaten) wurde am 3. Juni 1326 in Nowgorod unterzeichnet und beendete die jahrzehntelangen Grenzstreitigkeiten zwischen dem Königreich Norwegen und der Republik Nowgorod in der Region Finnmark im hohen Norden. Vorausgegangen waren Konflikte zwischen beiden Seiten, um das Recht, Tribut von der lokalen Bevölkerung zu erheben. Die Bedingungen sahen einen Waffenstillstand für zehn Jahre vor. Einige Jahre zuvor, im Jahr 1323, hatte die Republik Nowgorod ihren Konflikt mit Schweden im Vertrag von Nöteborg beigelegt.
Der Vertrag legte keine Grenze fest, sondern bestimmte, welcher Teil der Samen Tribut an Norwegen und welcher an Nowgorod zu entrichten hatte, wodurch eine Art Pufferzone zwischen den Ländern entstand. Der Vertrag blieb bis ins 19. Jahrhundert in Kraft und wurde von keiner der beiden Mächte jemals aufgekündigt. Er führte schließlich zu einer Situation, in der die Samen frei ausgebeutet wurden und einige von ihnen gezwungen waren, gleichzeitig Steuern an alle umliegenden Mächte zu zahlen, darunter auch an Steuereintreiber aus dem schwedischen Finnland.